# Холодне (озеро)
Холодне — високогірне озерце льодовикового походження в урочищі Гаджина на масиві Чорногора в Українських Карпатах у Верховинському районі Івано-Франківської області.
Розміщене в межах Карпатського національного природного парку.
Водойма розташована між стадіальними моренами. Нижче неї розташовані озерця Жерепове, Невидимка та Плоске. Усі ці водойми поєднані між собою потічком.
Дно Холодного кам'янисте, частково замулене.